# Desarrollo psicosocial
El desarrollo psicosocial es una teoría psicológica creada por Erik Erikson (1902-1994). Al igual que Jean Piaget, Erikson también sostiene que los niños se desarrollan en una secuencia predeterminada; pero en lugar de centrarse en el desarrollo cognitivo, intenta explicar cómo encajan en la sociedad y qué tipo de efecto tiene esto en las personas. El desarrollo psicosocial de Erikson se divide en 8 momentos y cada uno puede tener dos resultados.

## Confianza vs desconfianza
Desde el nacimiento hasta dieciocho meses de vida, los niños desarrollan la capacidad de confiar en los demás, en función de las actitudes de sus cuidadores. Si esta confianza se brinda de manera adecuada, el niño desarrolla sentimientos de confianza y seguridad y puede empoderarse para sentirse seguro en situaciones en las que pueda sentirse amenazado. Si esta etapa no se completa adecuadamente, en el futuro tendrá problemas para confiar en los demás y como resultado tendrá sentimientos de angustia, falta de certeza y excesiva desconfianza hacia el mundo.

## Autonomía vs vergüenza/duda
Entre los 18 meses hasta los 3 años, los niños empiezan a hacer valer su independencia, aprenden a alejarse de su madre, eligen qué juguetes quieren... Si se refuerza y fomenta esta independencia, se convierten en personas más seguras, con mayor autoconfianza. Pero si se les critican todos estos esfuerzos, desarrollarán una fuerte dependencia de los demás, convirtiéndose en personas de baja autoestima y cuando llegue el momento de actuar, se sentirán avergonzadas o inseguras de poder llevar a cabo sus propósitos.

## Iniciativa vs culpa
Desde los 3 hasta los 5 años de edad los niños se vuelven más exigentes. Comienzan a planificar actividades, a inventar juegos y a iniciar diferentes actividades con otras personas. Si al niño se le da la oportunidad de hacer estas cosas, desarrollará un sentido de iniciativa dentro de sí mismo y un sentido de confianza en su capacidad para liderar grupos de personas y tomar decisiones. Pero si esto falla, los niños desarrollarán un sentimiento de culpa. Pensarán que son sólo una molestia para los demás, desempeñarán el papel de seguidores durante toda su vida y tendrán una terrible falta de iniciativa.

## Laboriosidad vs inferioridad
Desde que los niños tienen 6-7 años hasta los 12 años, desarrollan un sentimiento de orgullo por sus logros. Comienzan a hacer proyectos y persisten en ellos hasta que los terminan y se sienten bien consigo mismos porque obtuvieron lo que querían. Si se animan con estas actividades tendrán la sensación de que son muy trabajadores y tendrán mucha confianza en sí mismos. Pero si esto no se desarrolla adecuadamente, el niño subestimará sus propias capacidades, dudará de ellas y, como resultado, no podrá utilizar todo su potencial.

## Exploración de la identidad vs difusión de identidad
Durante la adolescencia, los niños empiezan a sentirse cada vez más independientes, a pensar en el futuro y a construir su propia identidad. Pero si esto transcurre en medio de obstáculos, sus ideas pueden confundirse y no tendrá claro cuál es su lugar en el mundo.

## Intimidad versus aislamiento
Cuando una persona tiene entre 20 y 40 años, empieza a tener relaciones más estrechas con otros. Uno de los objetivos de esta etapa es encontrar una persona apropiada, con ganas de asumir un compromiso largo. Si esta fase transcurre de manera adecuada, conducirá a relaciones más gratas y a una sensación de seguridad. Estas relaciones aportan un nivel de intimidad. Si todas las etapas anteriores se han desarrollado de forma adecuada, no debería haber problemas en la búsqueda y encuentro de relaciones significativas, pero si no es el caso y las etapas anteriores han sido turbulentas, es posible que la persona intente evitar esa intimidad, mostrando miedo a los compromisos y relaciones, y que se aisle cada vez más del entorno, lo que podría conducir a la depresión.

## Generatividad frente al estancamiento
Al llegar a una edad mayor, entre los 40 hasta los 60 años, una vez que la persona ha estabilizado su forma de vida, piensa en hacer una contribución a la sociedad, tener hijos, ser productivos en el trabajo, participar en la comunidad… Si no se logran estos objetivos, es posible que aparezca una sensación de estancamiento. Si esta etapa no se cumple adecuadamente se tendrá la percepción de que la vida es siempre la misma, sin haber conseguido nada.

## Integridad del “yo” versus desesperación
Desde los 60 años hasta la muerte. A medida que la persona envejece y se jubila, su fertilidad disminuye y comienza a analizar la vida. En este momento se evalúa toda la vida que realmente se ha tenido, contrastándola con la vida que se esperaba tener. Si una persona piensa que su vida no ha sido fructífera, se sentirá culpable porque realmente no ha disfrutado la vida al máximo y como consecuencia sentirá una desesperación que muchas veces puede llevar a la depresión.